# West of Scotland Football Club
Maillots
Dernière mise à jour : 6 octobre 2010.
 West of Scotland Football Club  est un club de rugby écossais situé à Milngavie dans la banlieue de Glasgow, qui évolue en première division du championnat d'Écosse (Scottish Premiership Division 1 ou Scottish Hydro Electric Premiership Division) lors de la saison 2008-09.

## Histoire
West of Scotland RFC fut l’un des plus  grands clubs écossais, participant activement aux premières années du rugby en Écosse dans le dernier tiers du XIXe siècle. Fondé en 1865 à partir d’un club de cricket préexistant, il affronte dès 1867 en match aller et retour Glasgow Academicals, ce qui constitue un des plus anciens affrontements encore en existence de l’histoire de toutes les formes de football.
En 1871, West adhéra à la… fédération anglaise de rugby (Rugby Football Union) car la fédération écossaise (Scottish Rugby Union) n’existait pas encore. Celle-ci apparut l’année suivante et West y adhéra tout naturellement. Il fut l'un des quatre clubs (avec Edinburgh Academical RFC, Glasgow Academicals RFC et l’université de St Andrews) qui lancèrent un défi aux Anglais, via le club de Blackheath à Londres, pour les affronter à 20 contre 20. C’est ainsi que sur leur stade de cricket à Raeburn Place eut lieu la première rencontre de l’histoire, remportée par l’Écosse sur l’Angleterre.
Si le club évoluait au début tout en bleu, il adopte un maillot cerclé jaune et rouge en 1871. Celui-ci fut copié et emprunté par les footballeurs du club professionnel de Partick Thistle, fondé en 1876 dans le même quartier de Glasgow (Partick).
Avant la fin du siècle, West remporte plusieurs fois le championnat non officiel et fournit pas moins de… 42 joueurs à l’équipe d’Écosse avant 1914 ! Le club connaît ensuite moins de succès et n’inscrit son nom au palmarès du championnat qu’à une seule reprise. Il évolue un temps en Troisième Division avant de grimper deux niveaux en deux ans (2007, 2008) et de se retrouver en première division.

## Palmarès
- Champion d’Écosse (non officiel avant 1973) : 1880-81, 1883-84, 1884-85, 1888-89, 1889-90, 1890-91, 1964-65
- Champion d’Écosse Deuxième division : 2008

## Joueurs célèbres
- Sandy Carmichael
- Alastair McHarg
- Gordon Bulloch